# Shameless (canção de Billy Joel)
"Shameless" é o título de uma canção escrita pelo músico americano Billy Joel e gravada para seu álbum de 1989 Storm Front. Sua versão ocupou a posição #40 na tabela da Billboard Hot Adult Contemporary Tracks. Dois anos depois, em 1991, o artista de Country Garth Brooks fez sua versão da música para seu terceiro álbum de estúdio Ropin' the Wind.

## Recepção
Stephen Thomas Erlwine do Allmusic escreveu favoralmente sobre a versão de Brooks na sua crítica do álbum, dizendo que Brooks deixou sua influência do rock da década de 1970 mais explícita por transformar a canção de um rock para um country contemporâneo.

## Posição em tabelas internacionais

### Versão de Billy Joel
| Tabela (1989)                                | Posição ocupada |
| -------------------------------------------- | --------------- |
| U.S. Billboard Hot Adult Contemporary Tracks | 40              |

### Versão de Garth Brooks
| Tabela (1991)                               | Posição ocupada |
| ------------------------------------------- | --------------- |
| U.S. Billboard Hot Country Singles & Tracks | 1               |
| Tabela de singles do Reino Unido            | 71              |
| Canadá RPM Country Tracks                   | 1               |
| Canadá RPM Adult Contemporary               | 26              |